# The Sky Is a Neighborhood
«The Sky Is a Neighborhood» es el segundo sencillo del álbum Concrete and Gold, que fue estrenado el 23 de agosto de 2017, El álbum debutó como #1 en el Billboard 200 siendo la tercera vez que la banda logra esto, y alcanzó al #7 en el Alternative Songs.